# Ultra-low frequency
| Radiospectrum   | Radiospectrum   |
| --------------- | --------------- |
|                 | 3 Hz 100.000 km |
| ELF             |                 |
| 30 Hz 10.000 km |                 |
| SLF             |                 |
| 300 Hz 1.000 km |                 |
| ULF             |                 |
| 3 kHz 100 km    |                 |
| VLF             |                 |
| 30 kHz 10 km    |                 |
| LF (LW)         |                 |
| 300 kHz 1 km    |                 |
| MF (MW)         |                 |
| 3 MHz 100 m     |                 |
| HF (SW)         |                 |
| 30 MHz 10 m     |                 |
| VHF             |                 |
| 300 MHz 1 m     |                 |
| UHF             |                 |
| 3 GHz 100 mm    |                 |
| SHF             |                 |
| 30 GHz 10 mm    |                 |
| EHF             |                 |
| 300 GHz 1 mm    |                 |
|                 |                 |

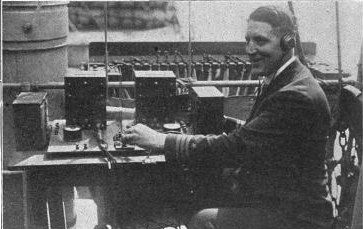
Luisteren naar een 500 Hz signaal

Met ultra-low frequency of ULF worden frequenties in het radiospectrum aangeduid tussen 300 en 3000 Hz. De radiogolven hebben een golflengte tussen 100 en 1000 kilometer.
Deze frequentieband wordt gebruikt voor communicatie in mijnen, aangezien ULF-golven enigszins kunnen doordringen in het aardoppervlak.

## Aardbevingen
Sommige waarnemingsstations hebben laten weten dat aardbevingen soms voorafgegaan worden door een uitschieter in ULF-activiteit. Onderzoekers proberen meer te leren over dit verband, om uit te zoeken of deze methode kan gebruikt worden als onderdeel van een vroeg waarschuwingssysteem voor aardbevingen.